# Renault Spider
Renault Spider – samochód typu roadster, produkowany przez Renault w latach 1995–1999. Pojazd był przeznaczony do pełnienia dwóch funkcji – samochodu drogowego, a także wyścigowego.
Koncepcja Renault Spidera została sformułowana we wczesnych latach 90.: Renault chciał wyprodukować samochód, który wypromowałby go jako markę sportową (podobnie jak Renault 5 Turbo dekadę wcześniej). Nadwozie Spidera zostało złożone z aluminium.
Pierwsze prototypy Spidera zostały stworzone w 1994, a wersja koncepcyjna zaprezentowana została na Salon International de l'Auto w 1995. Miała ona kilka różnic w stosunku do wersji ostatecznej, m.in. drzwi "skrzydło mewy" (otwierane do góry).
Została wytworzona również 180-konna wersja Spidera, specjalnie dla celów sportowych.

## Dane techniczne

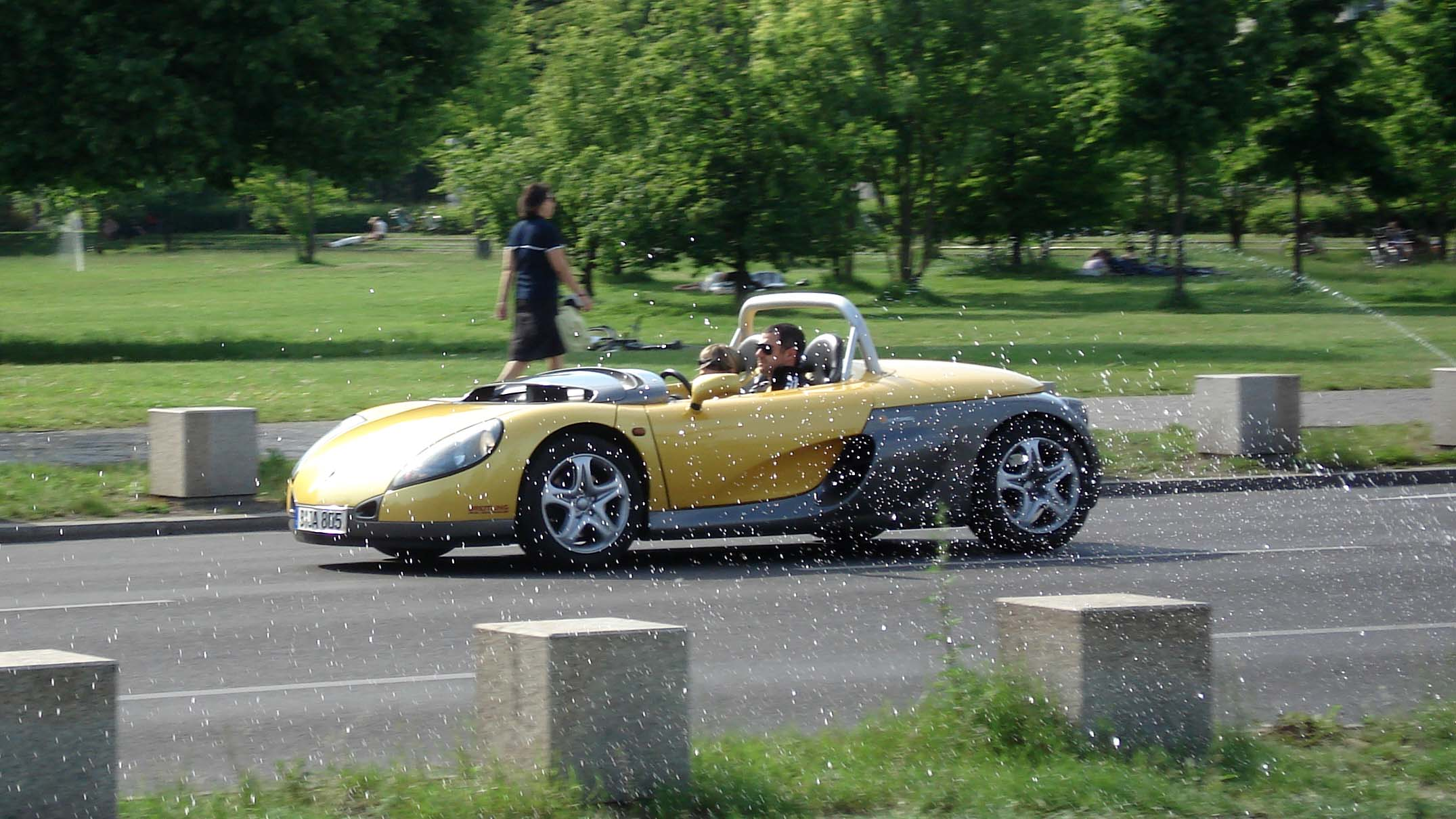
Renault Spider przed liftingiem (bez szyby czołowej)

### Silnik
- R4 2,0 l (1998 cm³), 4 zawory na cylinder, DOHC
- Układ zasilania: wtrysk MPFi
- Średnica × skok tłoka: 82,70 mm × 93,00 mm
- Stopień sprężania: 10,0:1
- Moc maksymalna: 146 KM (107,4 kW) przy 6000 obr./min
- Maksymalny moment obrotowy: 185 N•m przy 4000 obr./min

### Osiągi
- Przyspieszenie 0–100 km/h: 6,5 s
- Czas na ¼ mili: 14,2 s
- Prędkość maksymalna: 215 km/h
- Średnie zużycie paliwa: 9,3 l / 100 km